# Томаш Копецький
Томаш Копецький (словац. Tomáš Kopecký; 5 лютого 1982, м. Ілава, ЧССР) — словацький хокеїст, центральний нападник. Виступає за «Флорида Пантерс» у Національній хокейній лізі.
Вихованець хокейної школи «Дукла» (Тренчин). Виступав за «Дукла» (Тренчин), «Летбрідж Гаррікейнс» (ЗХЛ), «Цинциннаті Майті-Дакс» (АХЛ), «Гранд-Рапідс Гріффінс» (АХЛ), «Детройт Ред-Вінгс», «Чикаго Блекгокс».
В чемпіонатах НХЛ — 399 матчів (43+74), у турнірах Кубка Стенлі — 30 матчів (4+3).
У складі національної збірної Словаччини провів 17 матчів (6 голів); учасник зимових Олімпійських ігор 2010 (7 матчів, 1+0), учасник чемпіонату світу 2012 (10 матчів, 5+1). У складі молодіжної збірної Словаччини учасник чемпіонатів світу 2000, 2001 і 2002. У складі юніорської збірної Словаччини учасник чемпіонату світу 2000.
Досягнення
- Срібний призер чемпіонату світу (2012)
- Володар Кубка Стенлі (2008, 2010).